# Swainsona campylantha
Swainsona campylantha är en ärtväxtart som beskrevs av Ferdinand von Mueller. Swainsona campylantha ingår i släktet Swainsona och familjen ärtväxter. Inga underarter finns listade i Catalogue of Life.